# Odontaster penicillatus
Odontaster penicillatus är en sjöstjärneart som först beskrevs av Philippi 1870.  Odontaster penicillatus ingår i släktet Odontaster och familjen Odontasteridae. Inga underarter finns listade i Catalogue of Life.